# Pardosa paracolchica
Pardosa paracolchica là một loài nhện trong họ Lycosidae.
Loài này thuộc chi Pardosa. Pardosa paracolchica được Alexander A. Zyuzin & Dmitri Viktorovich Logunov miêu tả năm 2000.